# Deelmatrix
Een deelmatrix is een matrix die wordt gevormd door bepaalde rijen en kolommen van een grotere matrix te selecteren. Soms worden met de deelmatrices alleen de vierkante deelmatrices bedoeld.

## Voorbeelden
- {\displaystyle \mathbf {A} ={\begin{bmatrix}a_{11}&a_{12}&a_{13}&a_{14}\\a_{21}&a_{22}&a_{23}&a_{24}\\a_{31}&a_{32}&a_{33}&a_{34}\end{bmatrix}}}

Dan is
{\displaystyle \mathbf {A} [1,2;1,3,4]={\begin{bmatrix}a_{11}&a_{13}&a_{14}\\a_{21}&a_{23}&a_{24}\end{bmatrix}}}
een deelmatrix van {\displaystyle \mathbf {A} } die wordt gevormd door de rijen 1,2 en de kolommen 1,3,4.
- De minor {\displaystyle \mathbf {M_{ij}} } van een element {\displaystyle a_{ij}} van een vierkante matrix {\displaystyle \mathbf {A} } is de determinant van de deelmatrix die overblijft als de rij {\displaystyle i} en kolom {\displaystyle j} uit {\displaystyle \mathbf {A} } worden geschrapt.